# Georg von der Marwitz
Johannes Georg von der Marwitz (Stolp, 7 luglio 1856 – Wundichow, 27 ottobre 1929) è stato un generale tedesco.
Appartenente alla cavalleria comandò, dal 1915 al 1918, varie grandi unità dell'esercito imperiale.

## Biografia
Nacque in Pomerania ed entrò nell'esercito nel 1875. Dal 1883 al 1886 frequentò l'Accademia militare.
Fino al 1900 comandò un reggimento di cavalleria, diventando quindi capo di Stato Maggiore del XVIII Corpo d'armata. Prima dello scoppio della Prima guerra mondiale era ispettore generale dell'arma di cavalleria.
Col grado di maggior generale fu assegnato nel 1914 al fronte occidentale, e prese parte contro l'esercito belga alla battaglia di Haelen, il primo scontro di cavalleria del conflitto, precedente di pochi giorni la più vasta battaglia delle Frontiere.
Il suo corpo di cavalleria servì egregiamente a proteggere il fianco della 1ª Armata in ritirata dopo la Prima battaglia della Marna.
Nel dicembre 1914 il gruppo di cavalleria di Marwitz fu disciolto e questi fu trasferito sul fronte orientale dove prese il comando del neoformato XXXVIII Corpo d'armata della riserva, e lo guidò nella Seconda battaglia dei laghi Masuri, nei primi mesi del 1915. Fu quindi trasferito nei Carpazi al comando di un corpo speciale di sciatori, combatté al fianco degli austroungarici contro i russi. Ricevette l'onorificenza Pour le Mérite il 7 marzo 1915.
Dopo un periodo di malattia nell'autunno dello stesso anno, Marwitz tornò sul fronte occidentale al comando del VI Corpo d'armata, per poi passare nuovamente ad est, in tempo per l'arresto dell'Offensiva Brusilov nel giugno 1916. Il 6 ottobre divenne aiutante di campo di Guglielmo II, ma lasciò l'incarico nel dicembre per prendere il comando della 2ª Armata sul fronte occidentale. Nel novembre del 1917 si difese contro i britannici nella battaglia di Cambrai, che vide il primo impiego di massa dei carri armati.
Nel settembre 1918 prese il comando della 5ª Armata, che tenne sino al termine del conflitto.
Dopo la guerra si ritirò a vita privata.